# Air Greenland
Air Greenland A/S är ett grönländskt flygbolag och landets flag carrier. Det ägs av Grönlands Selvstyre med en ägarandel på 100 %. Företaget har sitt huvudkontor i Nuuk och 668 anställda i hela koncernen per december 2009.
Air Greenland har en flotta på 37 flygplan,, i vilken ingår en Airbus A330-200 som används för transatlantiska flygningar och charterflygningar, 10 mindre flygplan som trafikerar det grönländska flygnätet och anslutningen till Island samt 26 helikoptrar som ansluter mindre befolkade platser till det nationella nätverket av flygplatser. Flygningar till landsbygd är en del av ett kontrakt med självstyret på Grönland, genom att nätverket av destinationer koordineras av departementet för bostäder, infrastruktur och transport.
Företaget bedriver också chartertrafik, flygtaxi och särskilda flygningar som räddnings- och ambulansflygtjänst samt charterflygningar till Thule Air Base genom ett kontrakt med US Air Force och försörjningsflygningar till gruvområden och stationer på Grönlands inlandsis. År 2015 uppgick det ordinarie nätet till 16 879 km med en genomsnittlig beläggning på 80,2 %.

## Historia

### 1960-talet

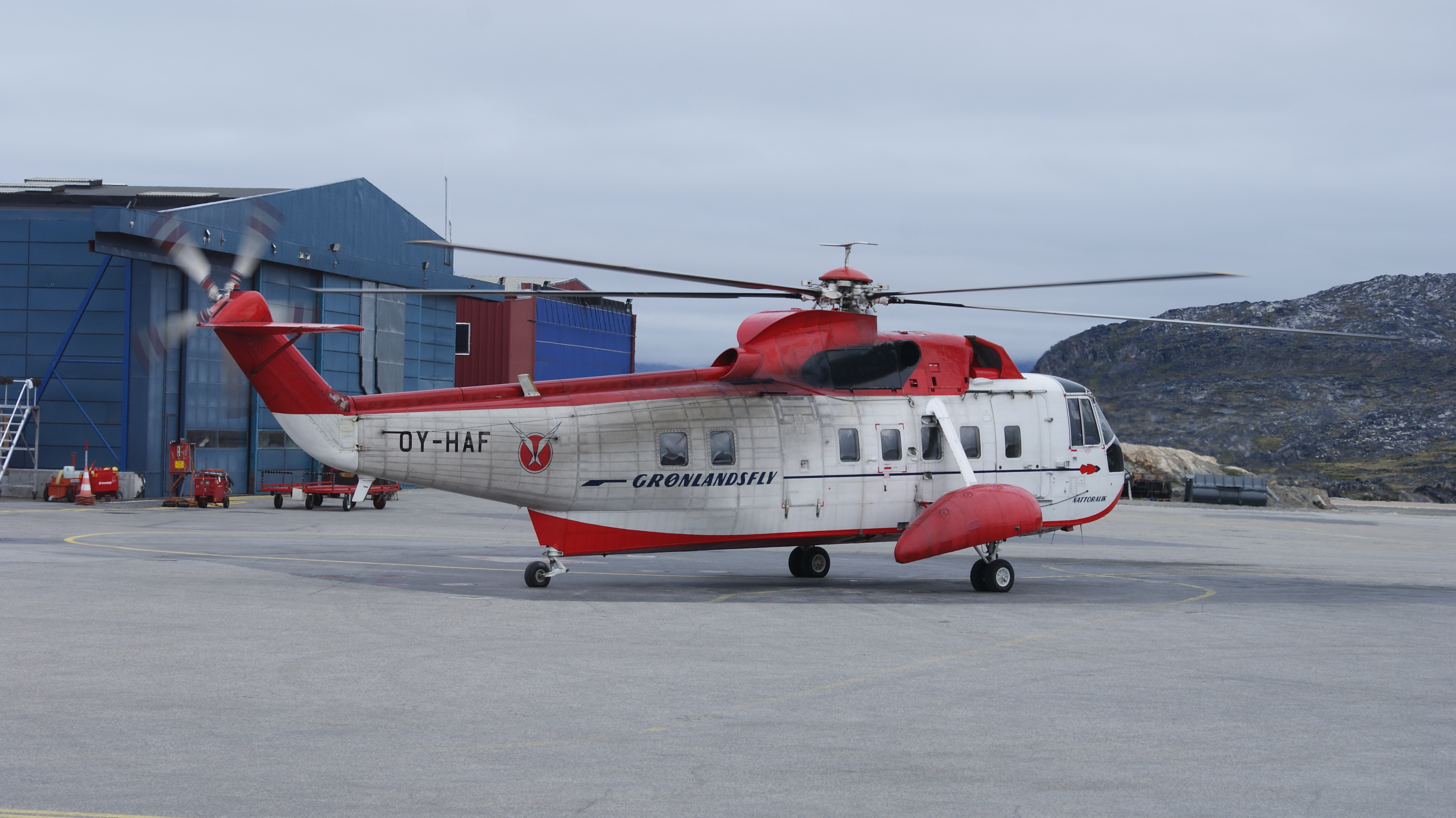
Sikorsky S-61N förvärvades år 1965 och är den äldsta maskinen i företagets flotta.

Företaget grundades den 7 november 1960 som Grønlandsfly av SAS (då kallat Scandinavian Airlines System) och Kryolitselskabet Øresund, ett gruvbolag med verksamhet i Ivittuut. År 1962 blev företagets ägargrupp utökad till att omfatta Grönlands Landsråd och Kongelige Grønlandske Handel.
De första resorna till amerikanska baser på Grönland utfördes med DHC-3 Otter och S-55-helikoptrar, som chartrades från Kanada. Från 1962 och framåt använde Grønlandsfly Catalina-sjöflygplan och de Havilland Canada DHC-6 Twin Otter på linjer på Grönland. År 1965 kom en Douglas DC-4 som det första stora flygplanet i bruk följt av Sikorsky S-61N-helikoptrar. S 61:orna har varit i bruk sedan dess och från 2010 tjänstgör de Kujalleq på södra Grönland året runt samt städer och samhällen i Diskobukten under vintern.

### 1970-talet

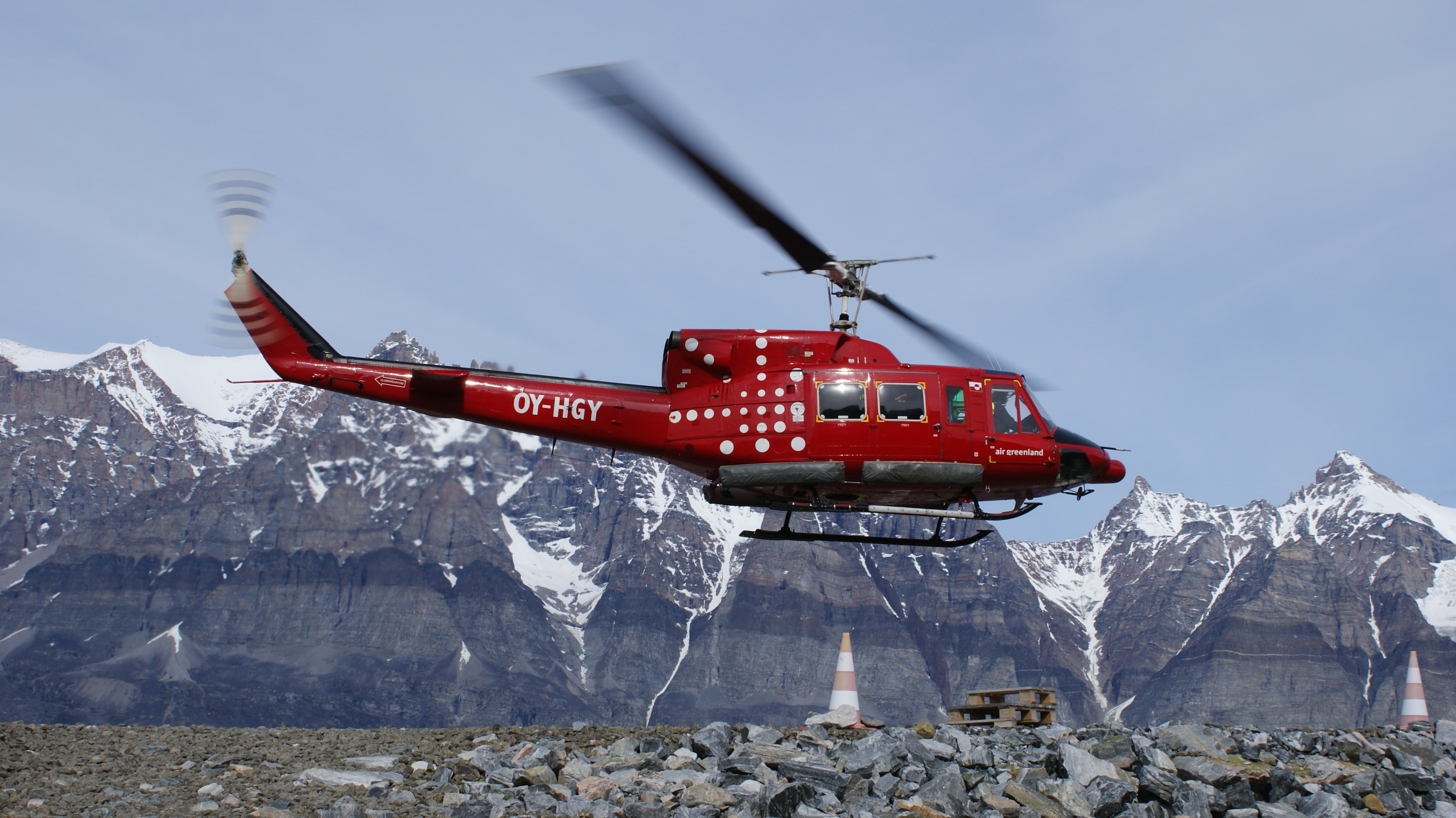
Företagets Bell 212, som här startar från Ukkusissat Heliport på väg till Uummannaq Heliport, tjänstgör för de kommersiella gruvorna i Maamorilik.

Under 1970-talet investerade Grønlandsfly i en utbyggnad av helikopterflottan och utökade antalet Sikorsky S-61N från tre till åtta, som år 1972 tillät flygbolaget att utöka sitt nätverk till att omfatta lokala samhällen i östra Grönland med en helikopter baserad i Tasiilaq, då kallat Ammassalik. Senare började flygbolaget också att flyga med Douglas DC-6, en uppgradering av den äldre DC-4-modellen. 
Kommersiell brytning på Maamorilik på fastlandet norr om bygden Ukkusissat i det inre av fjorden främjas ytterligare investeringar i helikopterflottan med nya Bell 206:or. Gruvan stängdes år 1990, men förväntas återuppta verksamheten i november år 2010, sedan mängden zink och järnmalm inte förväntas sina under de närmsta 50 åren. Leveransflygningar till gruvan bedrivs av Air Greenland med de nyare Bell 212-helikoptrar från Uummannaq Heliport.
Flygbolaget har försökt att utvidga antalet destinationer flera gånger, men rutten till Köpenhamn var den första internationella och år 1979 kom linjen mellan Nuuk och Iqaluit i Nunavut i Kanada att öppna, men tvingades att stänga 13 år senare. I slutet av 1970-talet ökade antalet passagerare per år till 60 000 eller mer än den totala befolkningen på Grönland.

### 1980-talet

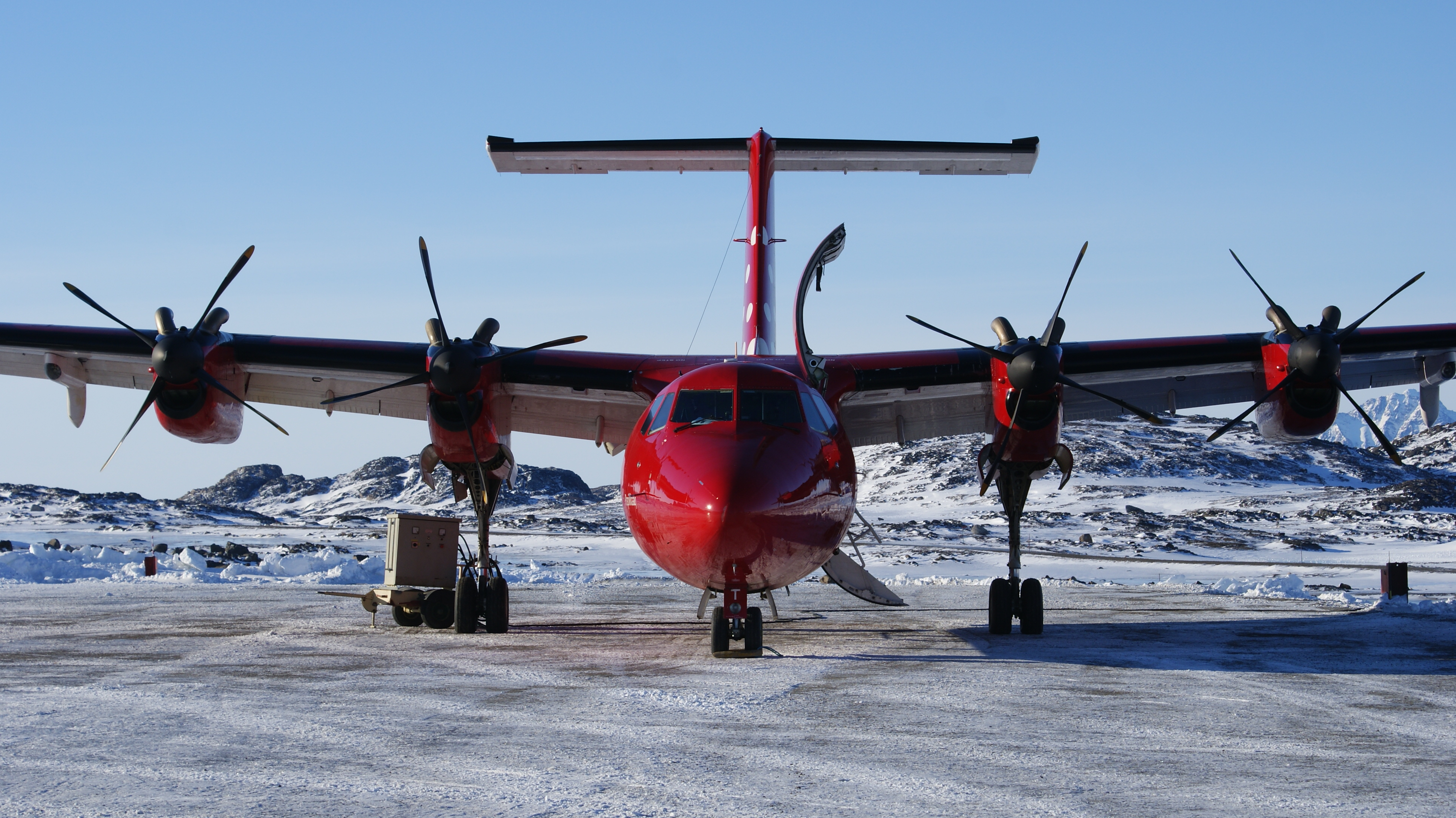
Air Greenland använder 102- och 103-varianterna av Dash-7; 103-modellen, utrustad med en frontlastdörr, ses här på Kulusuk Airport.

I början av 1980-talet beslutade det nybildade Hemstyre att investera i det regionala nätverket av flygplatser med banor för korta starter och landningar i Nuuk, Ilulissat och Kulusuk. För att tjäna det utökade nätverket inköptes Dash-7-flygplan som var särskilt lämpade för de ofta svåra väderförhållandena på Grönland. Den första Dash-7 levererades den 29 september 1979 och flera maskiner under de följande tio åren.
Flera flygplatser byggdes på den tiden utan avisningsutrustning, vilket är problematiskt under den grönländska vintern, och något som bolaget menade också ledde till ekonomiska förluster. Grønlandsflys Dash-7-flygplan är fortfarande i aktiv tjänst på Grönland och betjänar alla flygplatser utom Nerlerit Inaat flygplats nära Ittoqqortoormiit, där tjänster istället utförs av Air Iceland under kontrakt med självstyret på Grönland.
År 1981 öppnade Grønlandsfly sin första flyglinje till Island, som kopplar samman företagets viktigaste centrum, Kangerlussuaq flygplats med Reykjavik via Kulusuk flygplats. Vid slutet av detta årtionde ökade antalet anställda till 400 och antalet passagerare till över 100.000 per år för första gången.

### 1990-talet

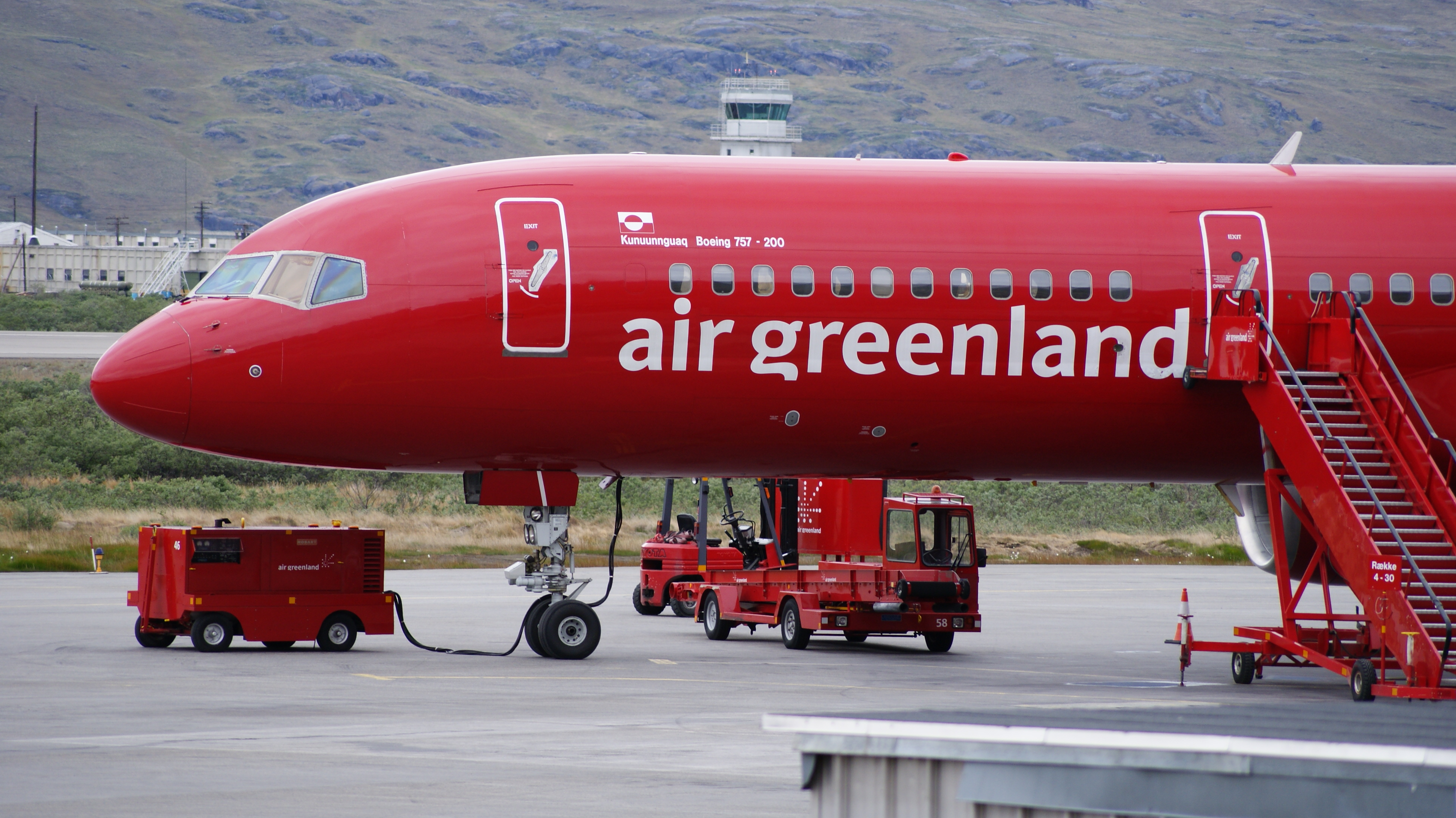
Företaget använde en Boeing 757-200 från 1998 till 2010 på de transatlantiska linjerna Kangerlussuaq-Köpenhamn och Köpenhamn-Narsarsuaq.

Maj år 1998 började Grønlandsfly flyga med sitt första jetplan, en Boeing 757-200. Bolaget fortsatte sin tradition att ge sina flygplan smeknamn och kallade det nya flygplanet Kunuunnguaq (liten Knut) till minne av den dansk-grönländska upptäckaren och etnologen Knud Rasmussen, vars byst pryder terminalen vid Kangerlussuaq flygplats, flygbolagets viktigaste knutpunkt.
Med detta köp hade Grønlandsfly planer på att bryta flygbolaget SAS monopol på den lönsamma sträckan Kangerlussuaq-Köpenhamn och inledde sin verksamhet omedelbart efter köpet. Nätverket av regionala flygplatser utökades under detta årtionde med flera nya flygplatser i STOL-nätverket: Sisimiut flygplats, Maniitsoq flygplats och Aasiaat flygplats på den grönländska västkusten och Qaarsut flygplats och Upernavik flygplats på nordvästra Grönland.
Med förvärvet av sin femte Dash-7 kunde Grønlandsfly för första gången sedan upprättandet betjäna alla större städer på Grönland; Uummannaq genom Qaarsut flygplats via Uummannaqs helikopterflygplats. Under 1999 hade bolaget 282.000 passagerare, nästan tre gånger så många som vid början av årtiondet.

### 2000-talet

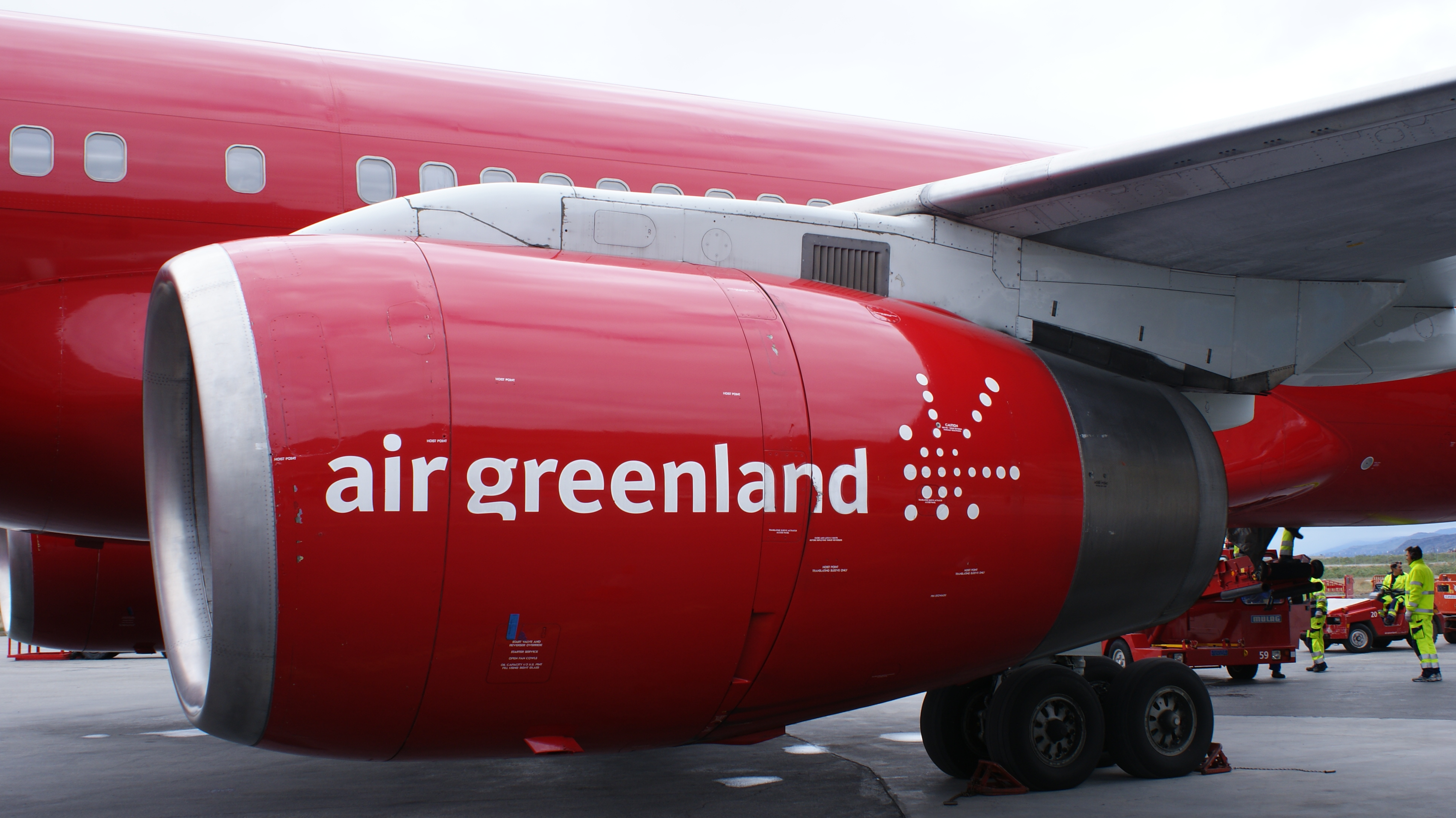
Air Greenland nya logotyp och målning på motorn av bolagets Boeing 757-200 vid Kangerlussuaq flygplats.

I slutet av 1990-talet och början av 2000-talet försökte flygbolaget att förnya sin föråldrande flotta och tog flera av sina S-61N- och 206-helikoptrar ur trafik för att ersätta den senare med Bell 212:orna och en Eurocopter AS350. Den 18 april 2002 bytte företaget namn från Grønlandsfly till Air Greenland och införde den helt röda färgen och en modifierad logotyp.
Under år 2003 lade SAS ner flyglinjen mellan Grönland och Köpenhamn, och Air Greenland blev då det enda flygbolag som kunde erbjuda förbindelser mellan Grönland och resten av Danmark. Företaget kunde fylla hålet med den nyinköpta A330-200 med smeknamnet Norsaq, flygbolagets andra stora passagerflyg i flottan. SAS återupptog flygningarna till Grönland igen år 2008, för att åter igen lägga ner i januari 2009.
Under år 2003 vann Air Greenland ett kontrakt med US Air Force för trafiken till Thule Air Base (ett kontrakt som tidigare innehades av SAS); flyresorna inleddes i februari år 2004. Kontraktet förnyades för en period om fem år under 2008.

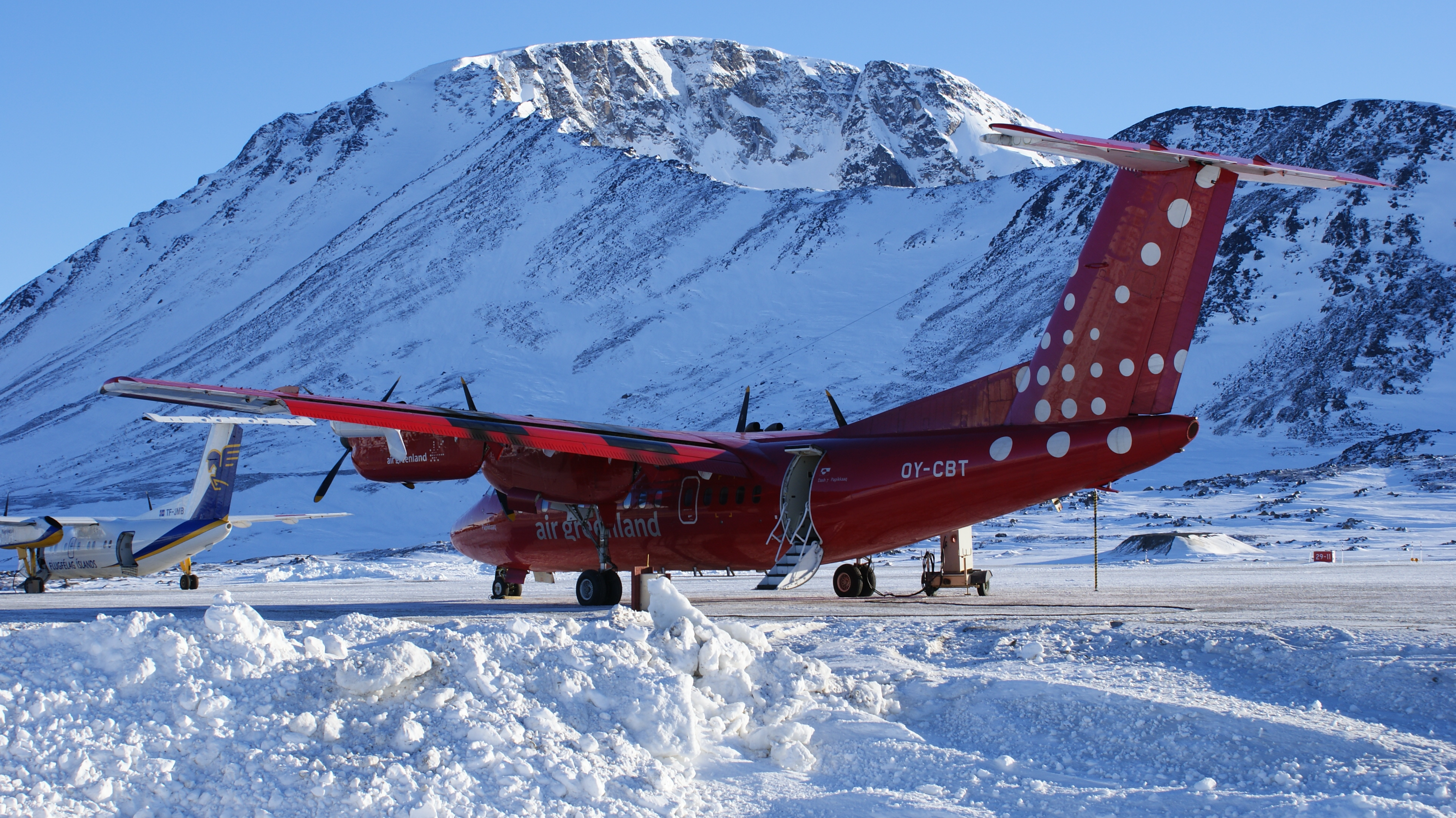
Rutten från Kulusuk flygplats till Island, som företaget tidigare flög med Dash-7 flygplan, överlämnades till Air Iceland, som i och med det fick ett avtal med självstyret.

Den 28 juli 2006 köpte Air Greenland bolaget Air Alpha Greenland, ett dotterbolag till Air Alpha, som är baserat i Odense i Danmark. Det förvärvade bolaget driver helikopterflygningar till Diskobukten och till östra Grönland. Sedan förvärvet av företaget används Bell 222:orna för persontrafik med flighter mellan Nerlerit Inaat flygplats och helikopterflygplatsen i Ittoqqortoormiit.
Den 13 juni 2007 meddelade SAS-koncernen sin avsikt att sälja andelarna i Air Greenland, ett drag som senare införlivades i SAS Core, koncernens omstruktureringsprogram. Med år 2010 har flygbolaget ännu inte gått från beslut till handling.
Den 1 oktober 2007 införde flygbolaget onlinebokning. En rutt till Baltimore i Maryland i USA öppnades sommaren år 2007, men på grund av vikande biljettförsäljningen stängde den igen i mars år 2008. Air Greenland tänkte återuppta anslutningen till Iqaluit i slutet av år 2009, men beslutet sköts upp till tidigast år 2011. Under år 2009 befordrade företaget 399.000 passagerare.

### 2010-talet

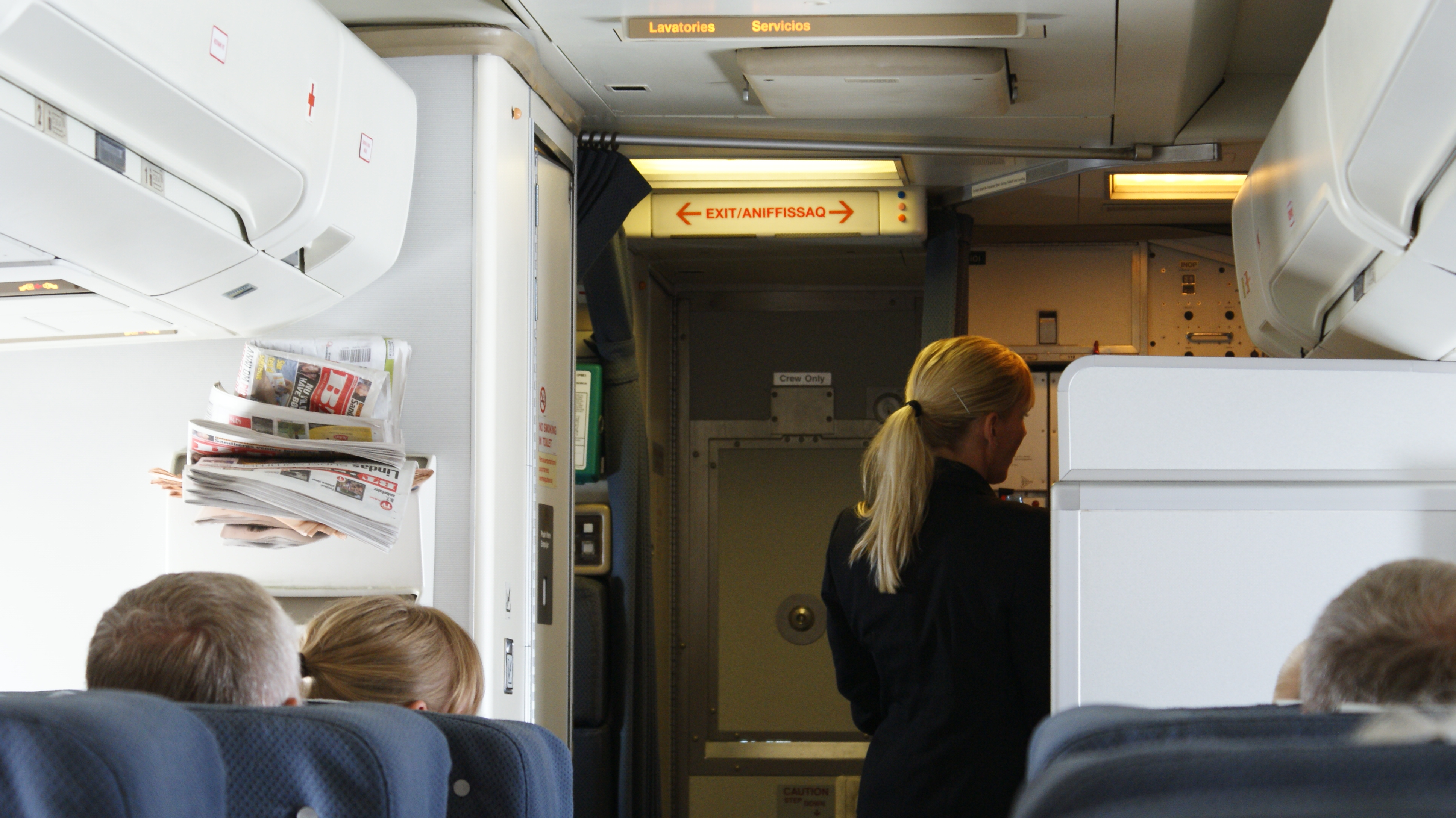
Kabinanställda av bolagets Boeing 757-200, som såldes i april 2010.

Den 1 januari 2010 avbröt Air Greenland sitt deltagande i Scandinavian Airlines EuroBonus-program. Försäljningen av bolagets Boeing 757-200, Kunuunnguaq kom i april, varefter linjen Narsarsuaq-Köpenhamn trafikeras med en Boeing 757-200 hyrd av Air Finland.. 
Under år 2010 kommer denna tjänst efter turistsäsongen (maj-september) att ersättas av en länk från Narsarsuaq till Köpenhamn med transit i Kangerlussuaq; den första etappen som betjänas av företagets nyinköpta de Havilland Canada Dash-8 Q200.
För att kunna konkurrera med Air Iceland som har flygningar till Nuuk, Narsarsuaq, Ilulissat och alla flygplatser på östkusten har Air Greenland öppnat en ny rutt till Island, från Nuuk och Narsarsuaq till Keflavík flygplats; senare kommer bolaget flyga dit endast från Nuuk. Under år 2010 kommer sträckan att vara öppen från maj till september med en möjlig förlängning till hela året från år 2011.
I 2019 sålde SAS sitt aktieinnehav (37,5 %) til den grönländska självstyrelsemyndigheten.

### Framtid
Det finns önskemål om att förlänga eller ersätta med nybyggen nästan varje flygplats på Grönland. De är antingen byggda av USA:s försvar på dåliga lägen långt från lokala huvudorter vilket kräver lokala transferflygningar med plan eller helikopter, eller byggda av Grönlands regering med minimal längd. Sedan 2010 då Dash 8-Q200 slutade tillverkas, finns nya inga plan att köpa som tar mer än 19 passagerare och som kan använda de 800-metersbanor som är vanliga på Grönland och i Norge (Dash 8-Q400 kräver 1200-1400 m beroende på bränslemängd), och det är detta som drivit fram ombyggnadsplanerna.
En diskussion gäller om att bygga en lång landningsbana vid Nuuk, dit majoriteten av passagerarna inom och till Grönland ska eller utgår från, och lägga ned Kangerlussuaq flygplats. Men det är en stor kostnad och vädret är blåsigare och dimmigare i Nuuk än Kangerlussuaq, vilket ökar risken för inställda flyg.

## Resmål

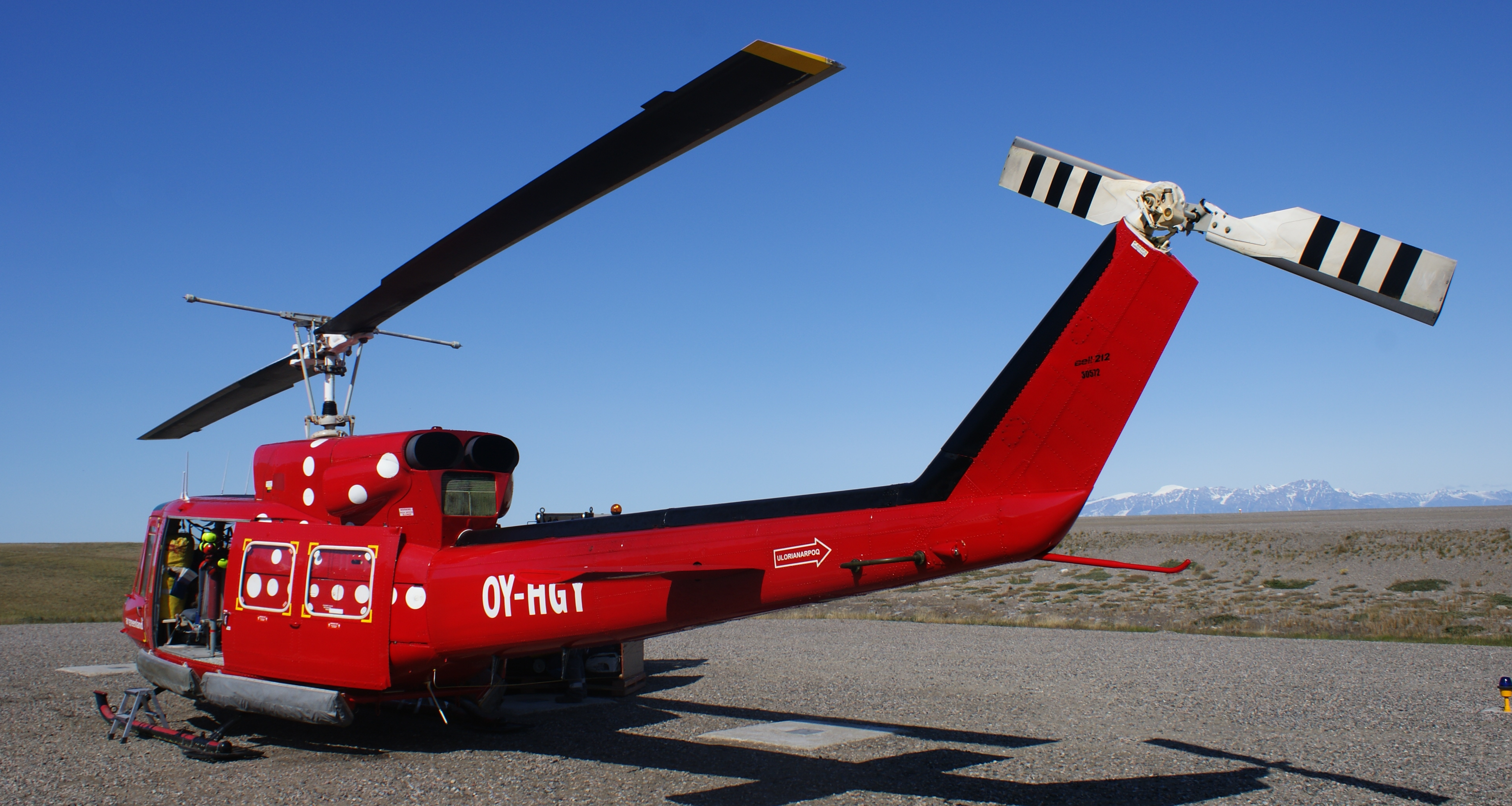
Företagets Bell 212:or flyger passagerare mellan helikopterplatser och regionala flygplatser.

Air Greenlands nätverk av flygplatser på Grönland omfattar 13 civila flygplatser. Två av dessa är internationella flygplatser som kan betjäna stora flygplan: Kangerlussuaq flygplats och Narsarsuaq flygplats, vilka båda tidigare användes av US Air Force som militärbaser, men som nu används som utgångspunkter för transatlantiska flygningar.
Alla övriga regionala flygplatser är STOL-flygplatser som betjänas av mindre flygplan av typen Dash-7 och Dash-8. Utanför Grönland trafikeras en internationell rutt till Reykjavik och inrikes till Köpenhamn.
Grönlands bygder betjänas av lokala helikoptrar från Upernavik flygplats på nordvästra Grönland, från Uummannaq Heliport i Uummannaqfjorden på nordvästra Grönland, Ilulissat flygplats och Aasiaat flygplats i Diskobukten på den grönländska västkusten, från heliporten i Qaqortoq och Nanortalik på södra Grönland och från helikopterflygplatsen i Tasiilaq på sydöstra Grönland. Bland de 45 platser med helikoptertrafik på Grönland är åtta primära (helikopterflygplatser), medan resten är sekundära (helistop).

## Flottan

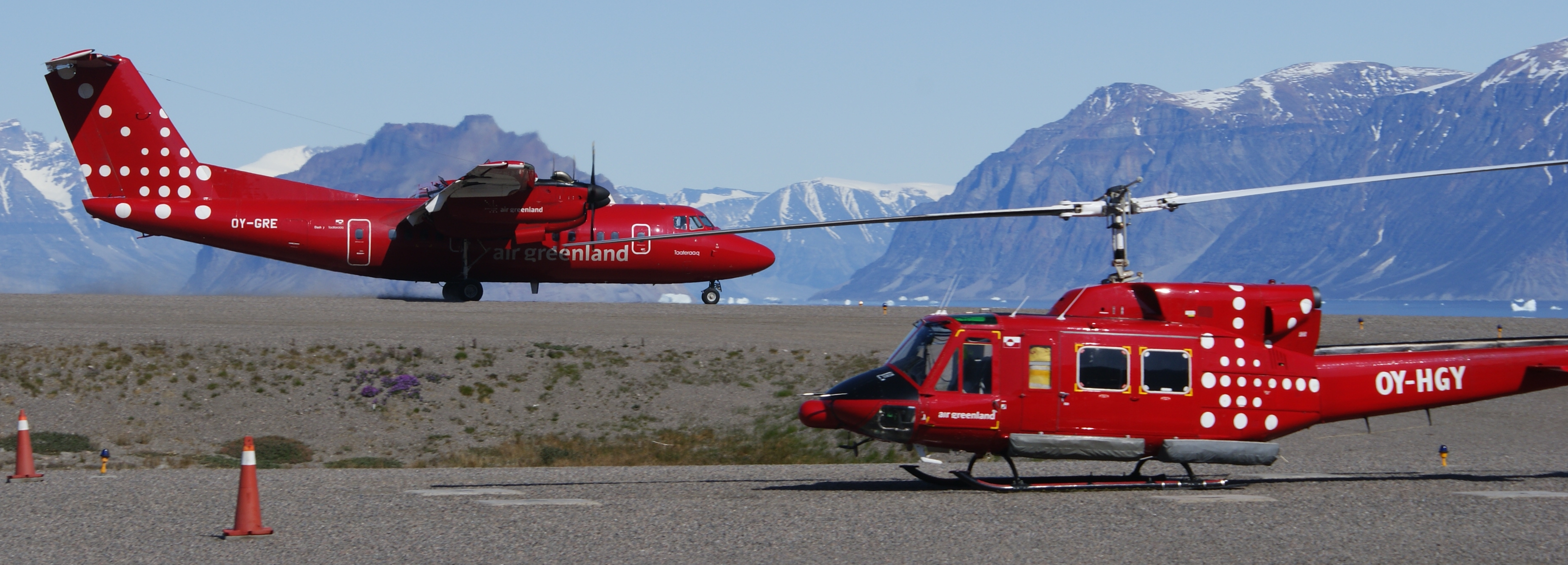
Dash-7 och Bell 212 är de två maskiner, som betjänar flest destinationer på Grönland.

### Flygplansflottan
De Havilland Canada Dash-7 är Air Greenlands främsta flygplan, som trafikerar rutter mellan flygplatser i Grönland. Dörrarna till sittbrunnen på alla Dash-7 flygplan är dekorerad med motiv från Grönland. Flygplanets tillförlitlighet har testats under svåra väderförhållanden i Grönland, men de flygplan med fyra motorer, som företaget köpte in år 1980, kräver täta reparationer, vilket företaget sagt skapar höga underhållskostnader. År 2010 köpte flygbolaget sin första de Havilland Canada Dash-8 Q200; planet har levererats och ytterligare en är beställd. De nyare Dash-8 flygplan med två motorer kommer att bli företagets främsta flygplan i framtiden.

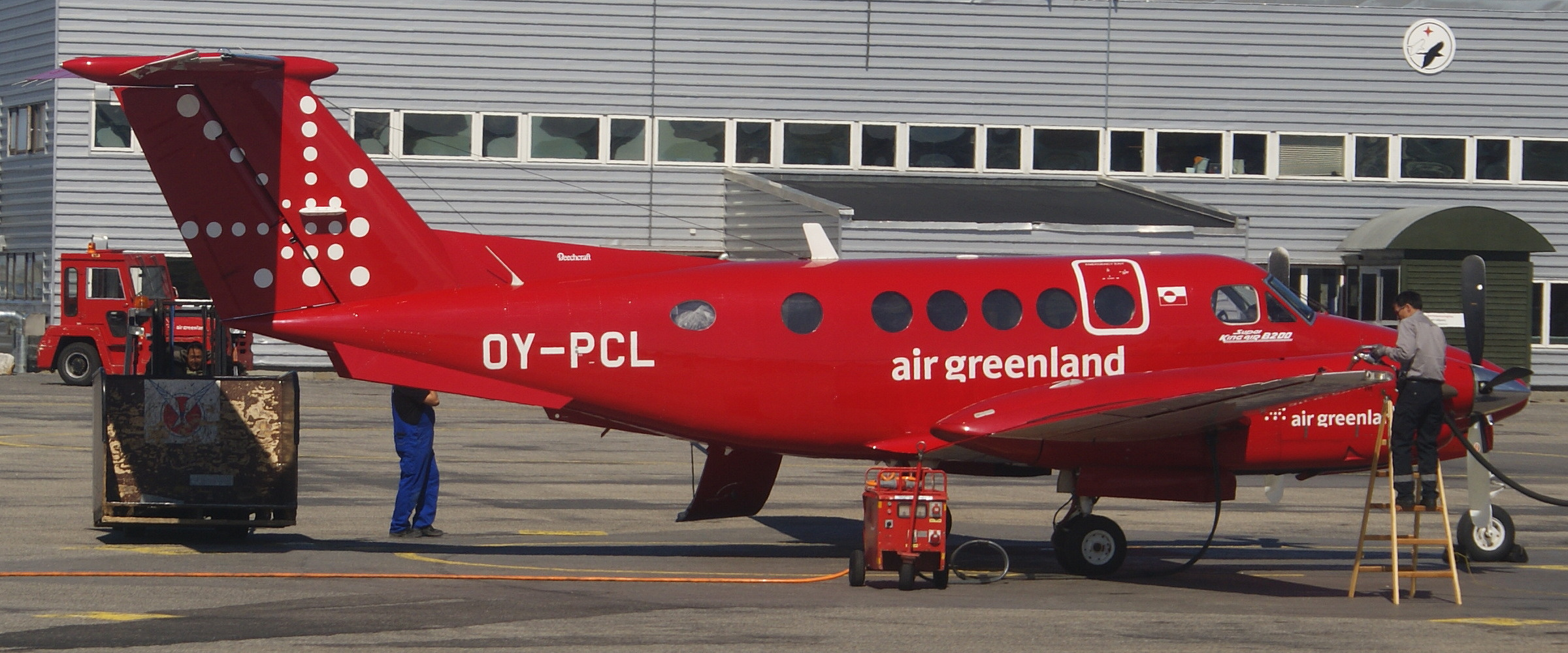
Underhåll genomförs av bolagets Beechcraft King Air, kallat "Amaalik" på bolagets bas på Nuuk flygplats.

Air Greenland flög följande flygplan (av 26 oktober 2011):

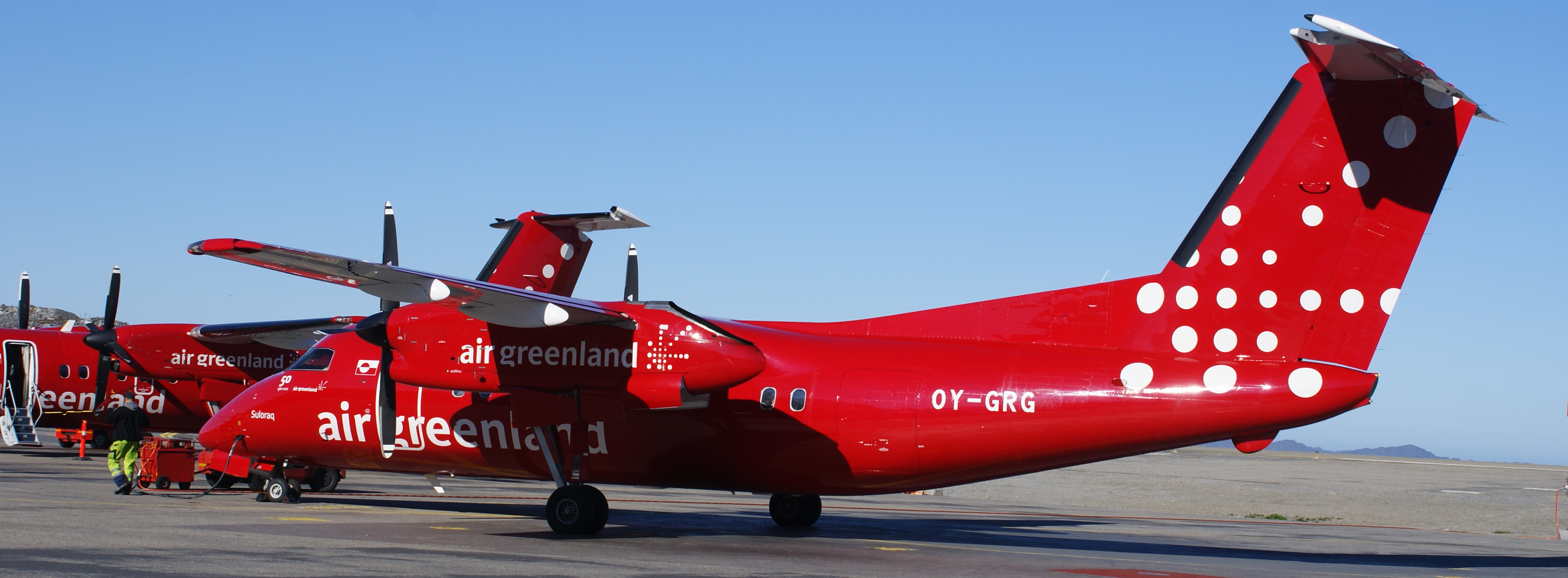
Dash-8, en turboprop, är flygbolagets senaste flygplan och är i bruk sedan juli år 2010. Det används i reguljär tjänst och till chartertrafik och har till exempel använts som skyttel i samband med Inuit Circumpolar Councils konferens i Nuuk.

| Typ                      | Antal | Order  | Passagerare | Passagerare | Passagerare | Destinationer                                         | Noteringar          |
| Typ                      | Antal | Order  | C           | Y           | Totalt      | Destinationer                                         | Noteringar          |
| ------------------------ | ----- | ------ | ----------- | ----------- | ----------- | ----------------------------------------------------- | ------------------- |
| Airbus A330-223          | 1     | —      | 54          | 191         | 245         | Köpenhamn - Kangerlussuaq (Søndre Strømfjord) Charter |                     |
| Beechcraft B200 King Air | 1     | —      | 0           | 7           | 7           | Ambulans Charter                                      |                     |
| Dash 7                   | 3     | —      | 0           | 50          | 50          | Inrikes Charter                                       | Kommer att fasas ut |
| Dash 8 Q200              | 5     | [ 39 ] | 0           | 37          | 37          | Nuuk (Godthåb) – Reykjavik Inrikes Charter            |                     |
| Totalt                   | 13    | 0      |             |             |             |                                                       |                     |

### Helikopterflottan

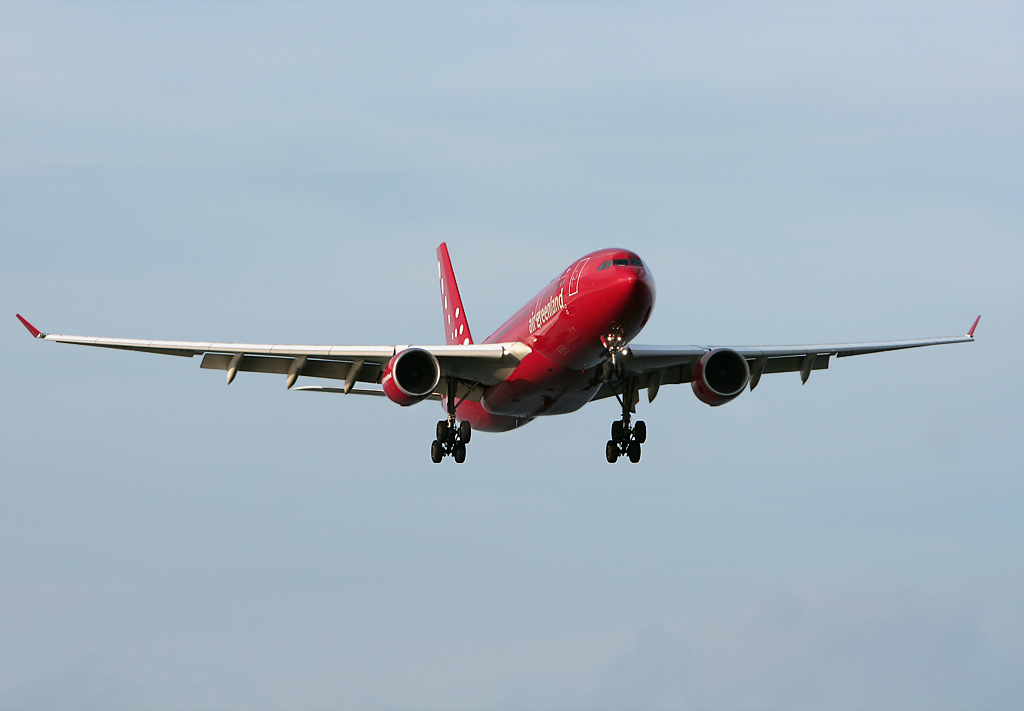
Norsaq, Air Greenlands A330-200 Airbus, landar på Kastrups flygplats.

Bell 212 är den primära helikopter som används för bygdeverksamhet. De gamla Sikorsky S-61N:orna är stationerade på Ilulissat flygplats och på Qaqortoq heliport. Med en kapacitet på 25 passagerare används S-61N:an på södra Grönland till befordring av passagerare som kommer från Köpenhamn, mellan atlantflygplatsen i Narsarsuaq och de andra sydgrönlandska städer och byar. Försäljningen av Boeing 757:an i april år 2010 har bidragit till en avveckling av flygplatsen på lång sikt, och flygbolaget överväger nu att ta den gamla helikoptern ur flottan. Tre av Bell-222-helikoptrar har tagits ur aktiv tjänst  och är nu stationerade vid Kangerlussuaq flygplats och har blivit utbjudna till salu.

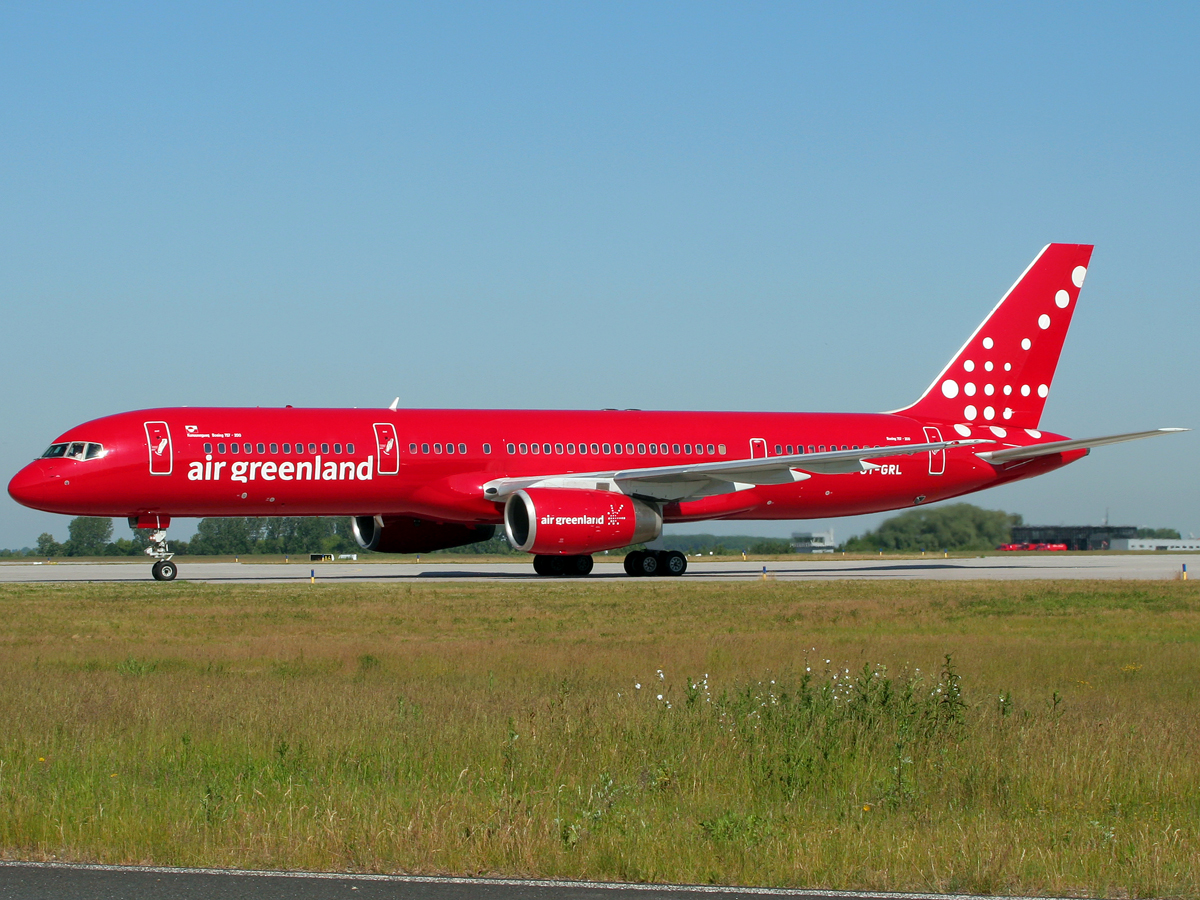
Air Greenlands Boeing 757-200 på charterflygning på Leipzig/Halle International Airport i Tyskland 2006.

| Typ                         | Antal | Order | Passengerare | Passengerare | Passengerare | Destinationer                                                             | Noteringar                                                          |
| Typ                         | Antal | Order | C            | Y            | Totalt       | Destinationer                                                             | Noteringar                                                          |
| --------------------------- | ----- | ----- | ------------ | ------------ | ------------ | ------------------------------------------------------------------------- | ------------------------------------------------------------------- |
| Bell 212                    | 8     | —     | 0            | 9            | 9            | Inrikes Charter                                                           |                                                                     |
| Bell 222                    | 4     | —     | 0            | 8            | 8            | Nerlerit Inaat (Constable Pynt) – Ittoqqortoormiit (Scoresbysund) Charter | Tre magasinerade i Kangerlussuaq (Søndre Strømfjord), resten säljs. |
| Eurocopter AS 350           | 10    | —     | 0            | 5            | 5            | Inrikes Charter                                                           |                                                                     |
| Eurocopter EC225 Super Puma | —     | 2     | 0            | 24           | 24           |                                                                           |                                                                     |
| Sikorsky S-61N              | 2     | —     | 0            | 25           | 25           | Inrikes Charter                                                           | Kommer att fasas ut OY-HAF i retro livré                            |
| Totalt                      | 24    | 2     |              |              |              |                                                                           |                                                                     |

### Den historiska flottan
Tidigare har Air Greenland använt följande luftfartyg:
- Aérospatiale Alouette III
- Bell 204
- Bell 206b Jet Ranger
- Boeing 757-200
- Cessna 172
- Cessna 550
- De Havilland Canada DHC-3 Otter
- DHC-6 Twin Otter
- Douglas DC-3
- Douglas DC-4
- Douglas DC-6
- Eurocopter AS355
- MD 500
- PBY Catalina
- Piper PA-18 Super Cub
- Piper PA-31
- Sikorsky S-55
- Sikorsky S-58

## Service ombord

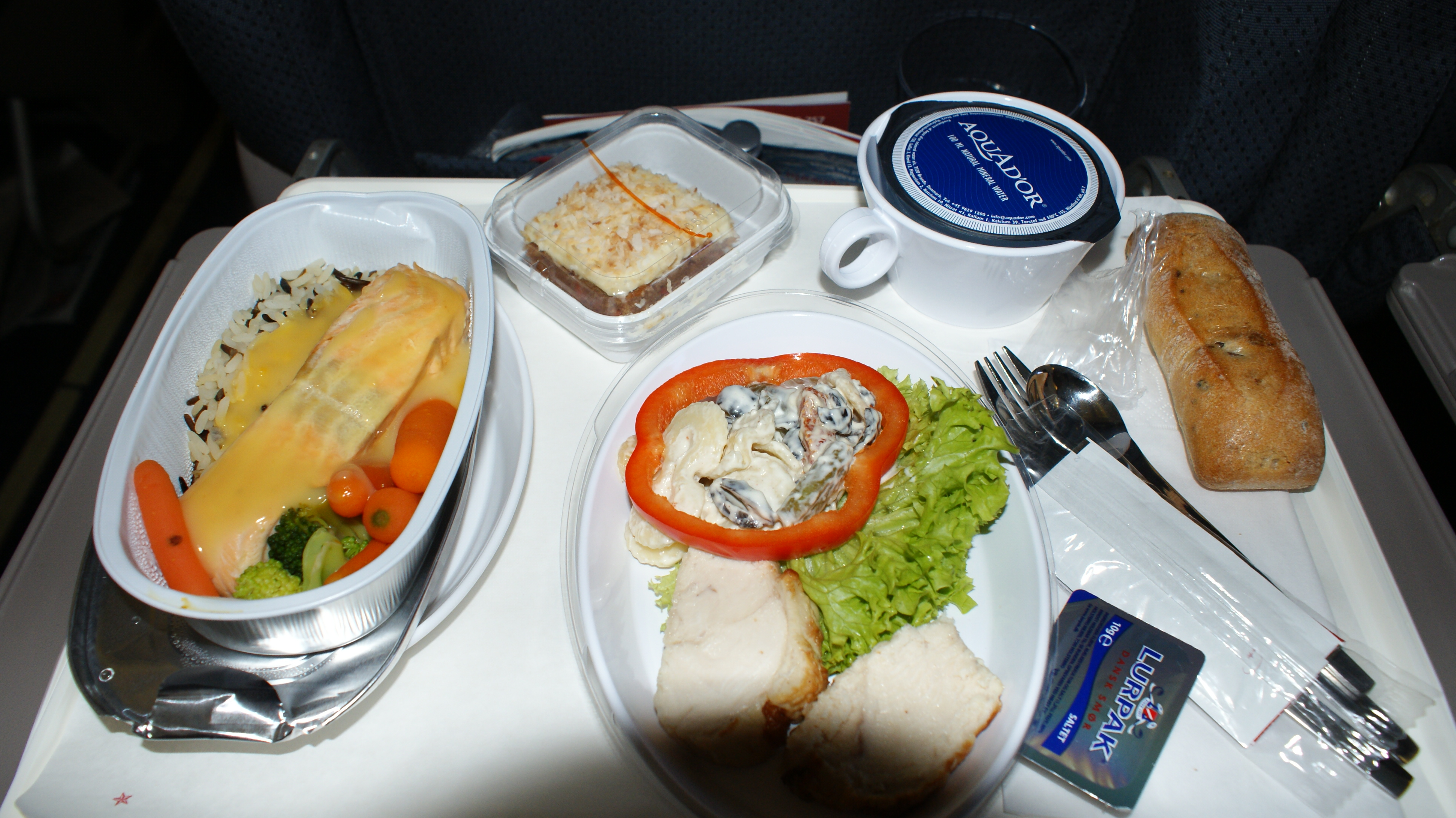
Mat serveras i ekonomiklass på de transatlantiska flygen från Köpenhamn till Kangerlussuaq.

### Economy och business class
Air Greenland erbjuder flexibel och begränsad economy class med fria snacks och drinkar på alla flygningar med flygplan. På transatlantiska flygningar till Köpenhamn finns både ekonomi- och business class-platser och servering av mat under flygningar i alla klasser. Air Greenland publicerar varje kvartal magasinet Suluk (som betyder "vinge" på grönländska), en flygtidskrift med allmän information om aktuella politiska och kulturella evenemang på Grönland och med nyheter från flygbolaget. 

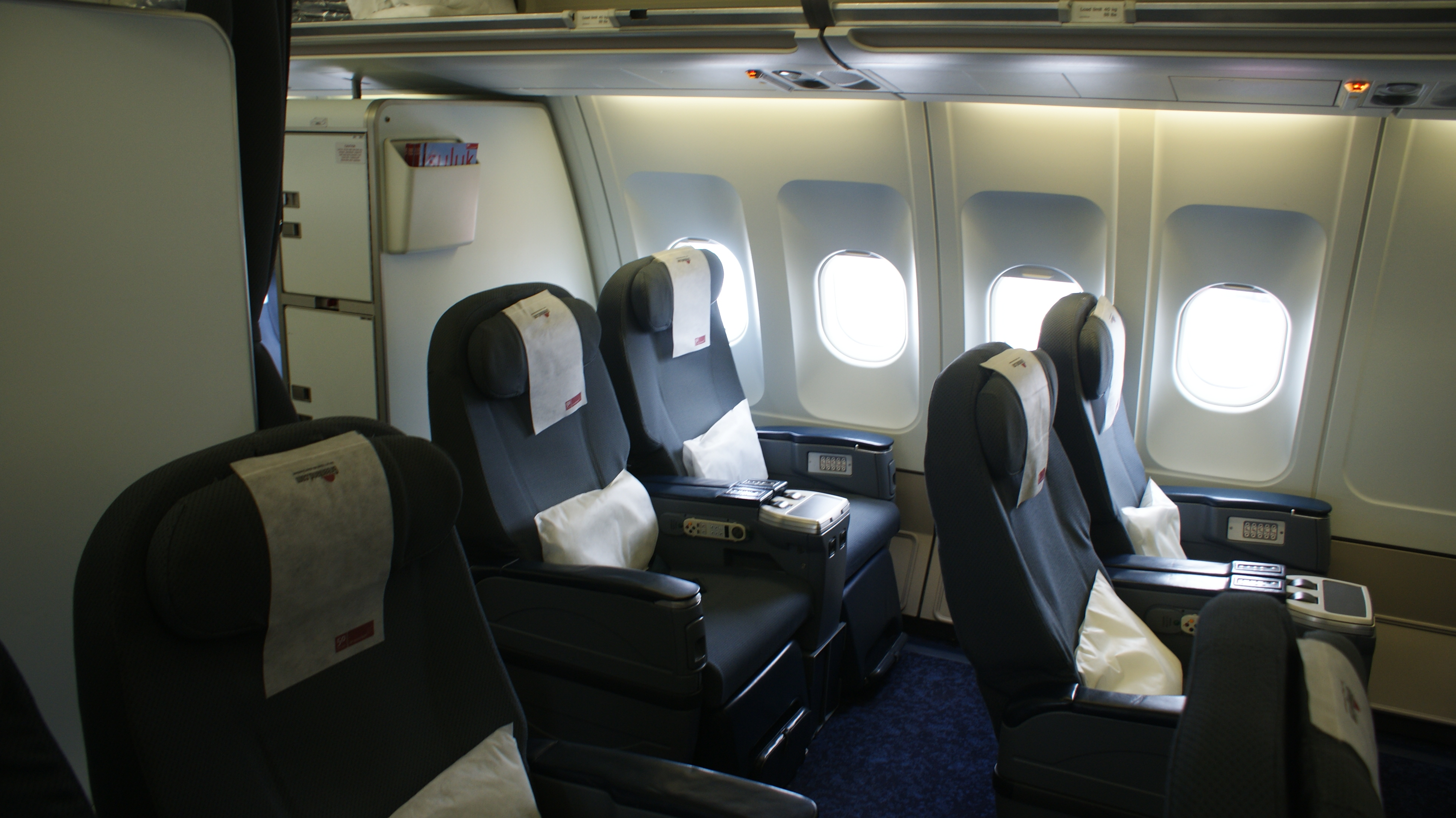
Platserna i Nanoq Class: Air Greenland erbjuder business class på sin Airbus A330-200, Norsaq.

Flexibel business class, vilket på Air Greenland är känd som Nanoq Class efter det grönländska ordet för björn, erbjuds på transatlantiska flygningar med Airbus A330-200 med smeknamnet Norsaq. I tjänsten ingår en individuell videoskärm och strömförsörjning och andra anläggningar samt en mängd tidningar. Passagerare i denna klass har tillgång till Novia Business Class Lounge på Köpenhamns flygplats.

### Bygdebiljetter

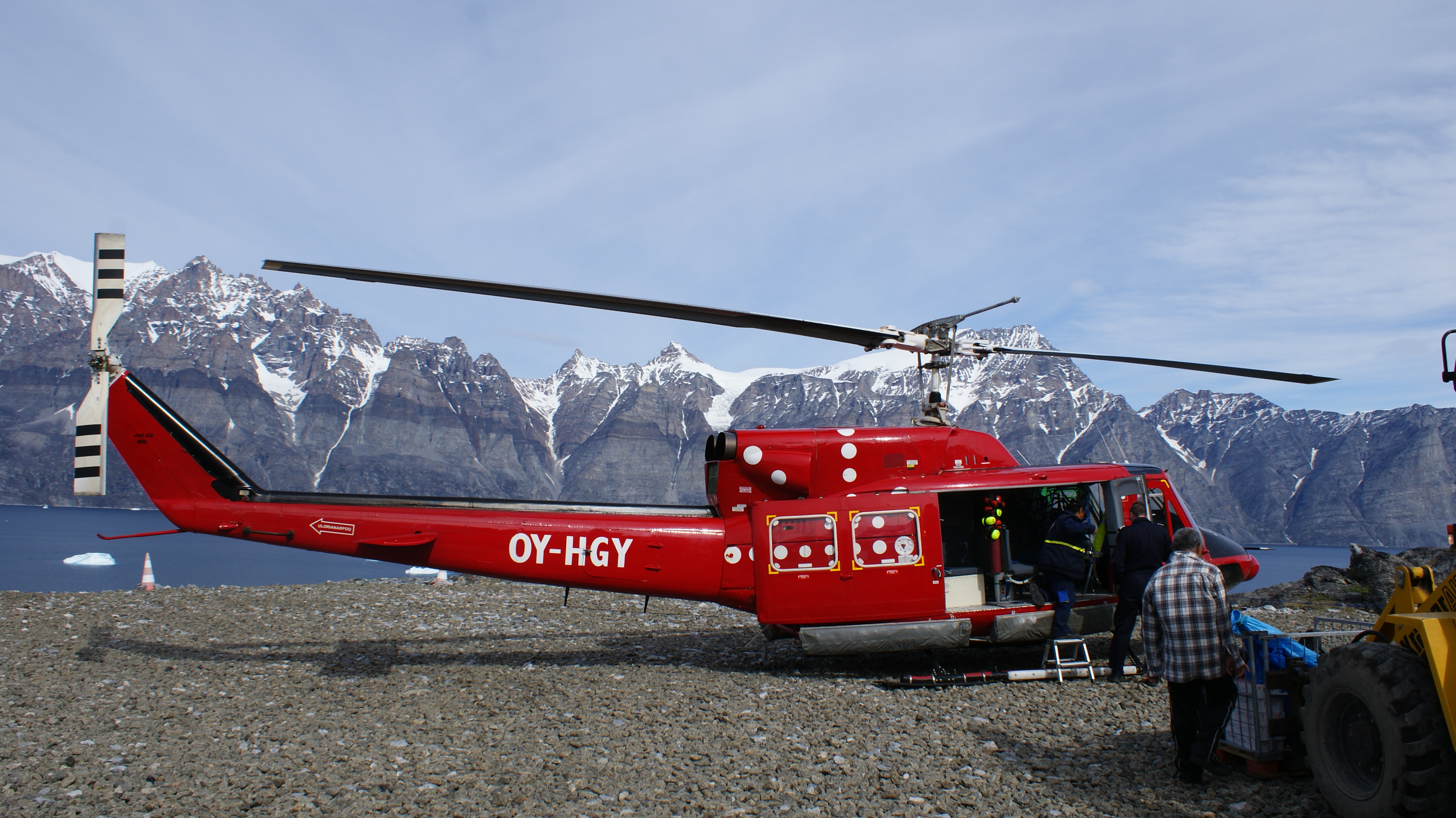
Ukkusissat heliport befordrar både passagerare och godstrafik.

Air Greenland driver helikopterflygningar till de flesta bygderna på Grönland under kontrakt med självstyret på Grönland. Flygningarna klassificeras som bygderesor (bokningklass A) och subventioneras av självstyret. Flygningarna visas inte i planen, men kan beställas i förväg.
Flygtiden för denna typ av tjänster är per definition ungefärlig, då servicen optimeras beroende på lokal efterfrågan under en viss dag. Bygdeflygningar i Diskobuktområdet finns bara under vintern och våren. Under sommaren och hösten sker service till bosättningarna endast med havstransport. Efter ett avtal med självstyret utför Diskoline, en passagerare- och godsfärja baserad i Ilulissat, resan.

## Dotterföretag

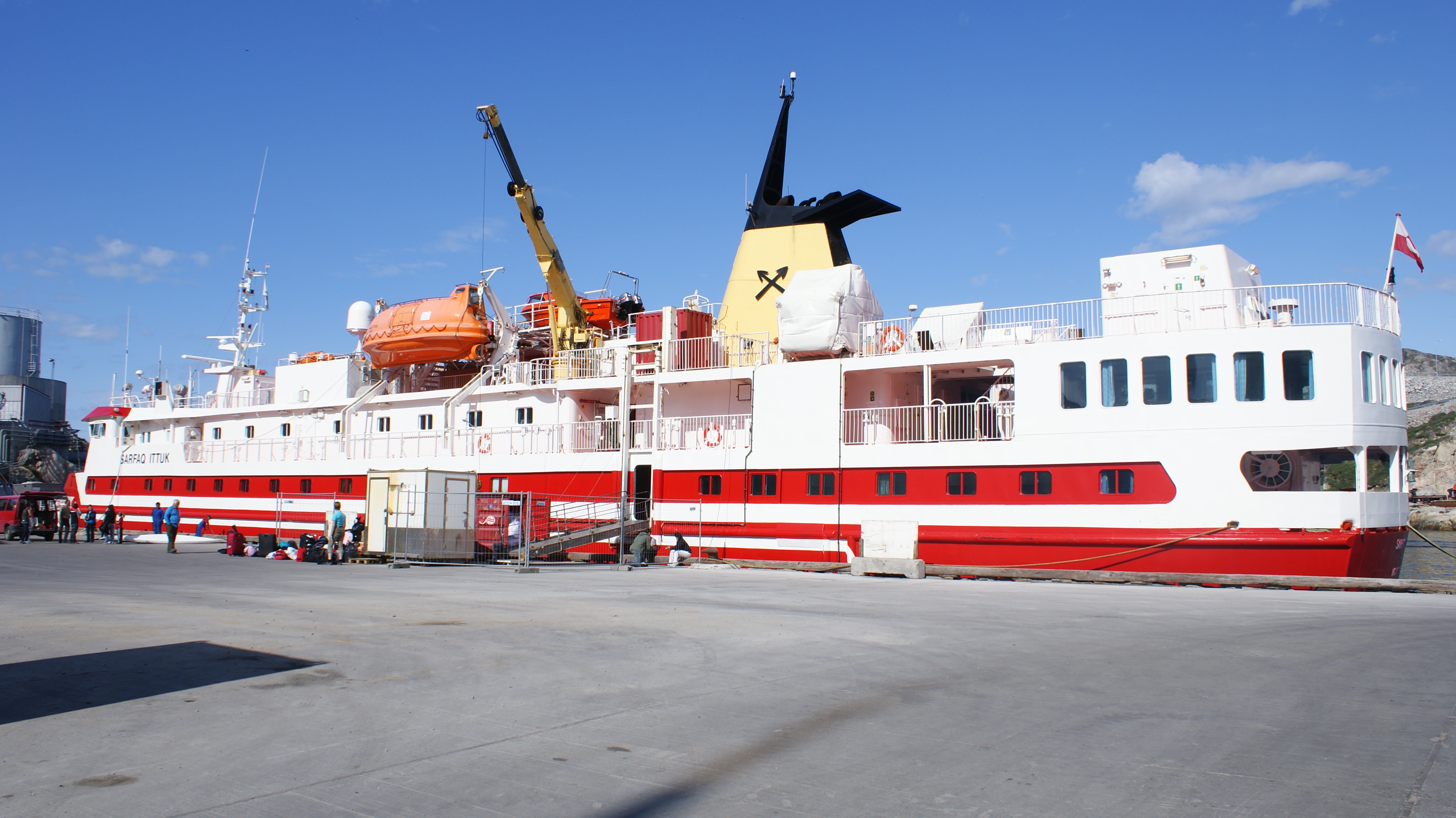
M/S Sarfaq Ittuk från Arctic Umiaq Line seglar en rutt längs kusten och fraktar passagerare från små kustsamhällen till de stora städerna, som omfattas av Air Greenlands destinationsnät.

Departementet för bostäder, infrastruktur och transport övervakar utvecklingen av transportsektorn på Grönland och påverkar de beslut som helt eller delvis offentliga företag tar, däribland Mittarfeqarfiits flygplatsskatter, Air Greenlands prispolitik, färjetrafiken som kompletterar nätverket av flygplatser och heliports och utvecklingsstrategin för turismen på Grönland. 

### Arctic Umiaq Line
Med en andel på 50% är Air Greenland delägare i Arctic Umiaq Line, en passagerare- och fraktfärja som förbinder kustsamhällen från Ilulissat i norr till Narsaq i söder.

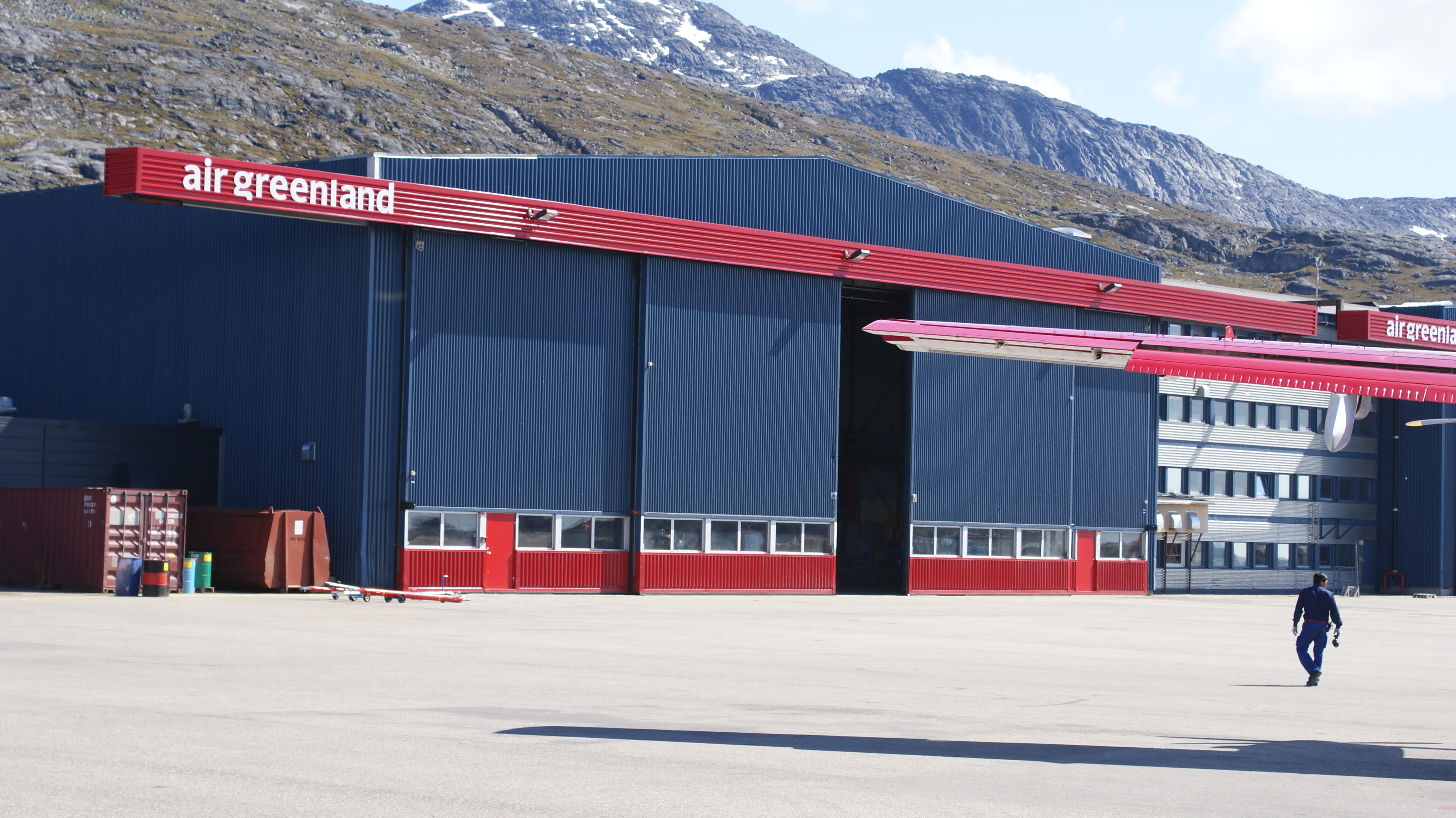
Air Greenlands hangarer vid bolagets tekniska bas i Nuuk flygplats.

### Reseföretag
Air Greenland är den enda ägaren Arctic Hotel A/S, ett hotell och resebyrå baserad i Ilulissat, som delvis äger World of Greenland, en klädföretag som likväl är baserat i Ilulissat. Flygbolaget äger Greenland Travel, en paketresebyrå i Köpenhamn.

## Olyckor och incidenter
- Den 29 augusti 1961 havererade ett DHC-3 Otter med registreringsnummer CF-MEX 20 km från Kangerlussuaq. Planet var en charter från Kangerlussuaq flygplats på väg mot Aasiaat flygplats, när ett bränsleläcka orsakade en brand när planet var i luften. En av piloterna omkom, medan den andra piloten och fyra passagerare överlevde.[49]
- Den 12 maj 1962 havererade en Catalina med registreringsnummer CF-IHA under landning i Nuuk. Olyckan orsakades av ett mekaniskt fel vid luckan till noshjulet, vilken var öppen när sjöflygplanet landade på vattnet. Olyckan dödade 15 av 21 personer ombord.[50]

## Översättning
Denna artikel har översatts från den motsvarande artikeln på: engelska Wikipedia.